# جيف أرنولد (سياسي)
جيف أرنولد (بالإنجليزية: Jeff Arnold)‏ هو شخصية أعمال ومصرفي وسياسي أمريكي، ولد في 1 يونيو 1967. حزبياً، نشط في الحزب الديمقراطي. وقد انتخب عضو مجلس نواب لويزيانا.